# 英尼斯陨石坑
英尼斯陨石坑（Innes）是位于月球背面北半部的一座大撞击坑，约形成于32-11亿年前的爱拉托逊纪，其名称取自苏格兰天文学家罗伯特·索伯恩·艾顿·因尼斯(Robert Thorburn Ayton Innes，1861年-1933年)，1970年被国际天文学联合会批准接受。

## 描述

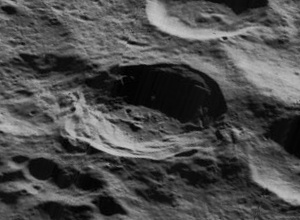
月球轨道器5号测绘相机拍摄的英尼斯陨石坑西向斜视图

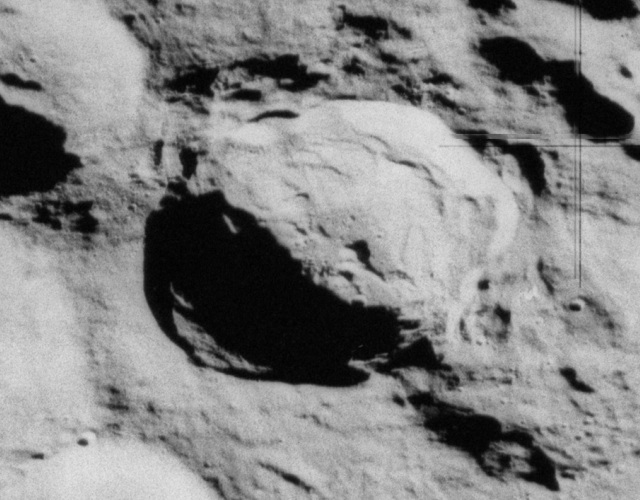
阿波罗16号测绘相机拍摄

该陨坑西北偏西靠近更大的赛弗特环形山、西北毗邻哈里奥特环形山、较小的霍格陨石坑位于它的东北、东侧坐落了凯宾斯基陨石坑，而它的东南和西南则分别横亘了梅格斯环形山和波尔祖诺夫环形山。该陨坑中心月面坐标为27°51′N 119°19′E / 27.85°N 119.31°E，直径42.83公里，深度约1.18公里。
英尼斯陨石坑外观接近圆形，西侧部分略微外凸，坑壁边缘范围清晰，无明显的撞击磨损，沿北部、东南及南部延伸出一些小山脊。该陨坑坑壁高出周边地形1050米，内部容积约有1400公里3。内侧壁显示有部分崩塌的痕迹以及较明显的阶地结构残迹。坑底表面相对平缓，南半部分布有一些南北走向的小山脊和一些细小的陨石坑。

## 卫星陨石坑
按惯例，最靠近英尼斯陨石坑的卫星坑将在月图上以字母标注在该坑的中心点旁。

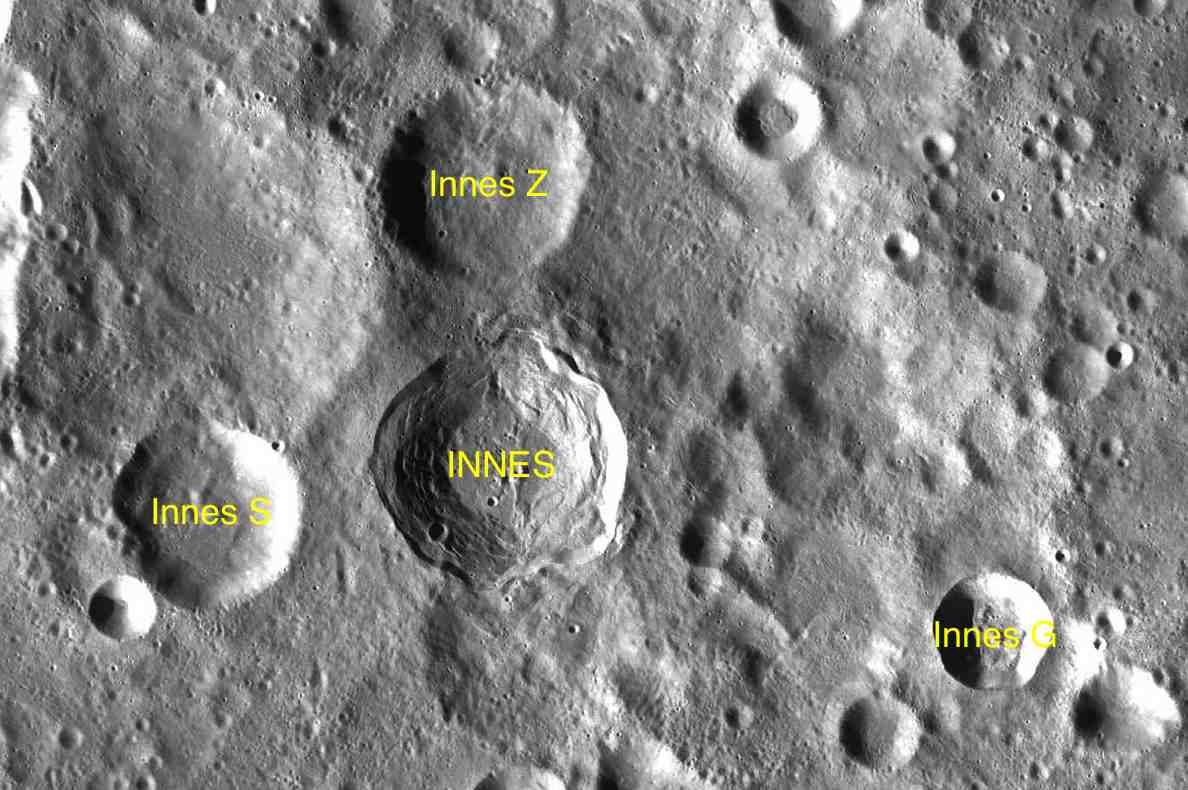
LAC-47 区域图

| 英尼斯 | 纬度    | 经度     | 直径    |
| ------ | ------- | -------- | ------- |
| G      | 26.7° N | 122.3° E | 22 公里 |
| S      | 27.6° N | 117.3° E | 33 公里 |
| Z      | 29.8° N | 119.2° E | 33 公里 |

- 卫星坑"英尼斯 S"约形成于早雨海世[1]；
- 卫星坑"英尼斯 Z"约形成于酒海纪[1]。

## 另请参阅
- 小行星英尼斯1658

## 其它引用
- Andersson, L. E.; Whitaker, E. A. . NASA RP-1097. 1982.
- Blue, Jennifer. . USGS. July 25, 2007  [2007-08-05]. （原始内容存档于2018-12-25）.
- Bussey, B.; Spudis, P. . New York: Cambridge University Press. 2004. ISBN 978-0-521-81528-4.
- Cocks, Elijah E.; Cocks, Josiah C. . Tudor Publishers. 1995. ISBN 978-0-936389-27-1.
- McDowell, Jonathan. . Jonathan's Space Report. July 15, 2007  [2007-10-24]. （原始内容存档于2018-12-25）.
- Menzel, D. H.; Minnaert, M.; Levin, B.; Dollfus, A.; Bell, B. . Space Science Reviews. 1971, 12 (2): 136–186. Bibcode:1971SSRv...12..136M. doi:10.1007/BF00171763.
- Moore, Patrick. . Sterling Publishing Co. 2001. ISBN 978-0-304-35469-6.
- Price, Fred W. . Cambridge University Press. 1988. ISBN 978-0-521-33500-3.
- Rükl, Antonín. . Kalmbach Books. 1990. ISBN 978-0-913135-17-4.
- Webb, Rev. T. W.  6th revised. Dover. 1962. ISBN 978-0-486-20917-3.
- Whitaker, Ewen A. . Cambridge University Press. 1999. ISBN 978-0-521-62248-6.
- Wlasuk, Peter T. . Springer. 2000. ISBN 978-1-85233-193-1.